# جولیا آویلا
جولیا آویلا (انگلیسی: Julia Avila؛ زادهٔ ۱۱ مهٔ ۱۹۸۸) ورزشکار هنرهای رزمی ترکیبی اهل ایالات متحده آمریکا است. وی از سال ۲۰۱۲ میلادی تاکنون مشغول فعالیت بوده‌است.